# Anatolij Mołotaj
Anatolij Mykołajowycz Mołotaj, ukr. Анатолій Миколайович Молотай, ros. Анатолий Николаевич Молотай, Anatolij Nikołajewicz Mołotaj (ur. 1 listopada 1937, zm. 7 września 2022) – ukraiński piłkarz, grający na pozycji napastnika, trener piłkarski.

## Kariera piłkarska

### Kariera klubowa
W latach 1958–1965 bronił barw Łokomotywu Winnica, ale ciężka kontuzja zmusiła go zakończyć karierę piłkarską.

## Kariera trenerska
Ukończył Politechnikę w Winnicy i po zakończeniu kariery piłkarskiej rozpoczął pracę szkoleniową. Otrzymał propozycję trenowania juniorskiej drużynę Dynama Kijów, z którą dwa razy zdobył mistrzostwo ZSRR w swojej kategorii. Wyszkolił wielu graczy, którzy później trafili do pierwszej drużyny. Prowadził również juniorską reprezentację Ukraińskiej SRR. W 1973 najpierw pomagał szkolić Bukowynę Czerniowce, a od lipca 1974 samodzielnie prowadził ten zespół. Potem trenował zespoły SKA Kijów i Dnipro Czerkasy. W latach 1983–1987 pracował na stanowisku głównego trenera w klubie Dynamo Irpień. Potem pracował jako inspektor w Profesjonalnej Piłkarskiej Lidze Ukrainy.

## Sukcesy i odznaczenia

### Sukcesy piłkarskie
- mistrz Klasy B ZSRR, strefy 3: 1959
- wicemistrz Klasy B ZSRR, strefy 1: 1960
- brązowy medalista Klasy B ZSRR, strefy 3: 1958, 1961

### Sukcesy trenerskie
- mistrz ZSRR spośród drużyn juniorskich: 1970, 1971

### Odznaczenia
- tytuł Mistrza Sportu ZSRR: 1987
- tytuł Zasłużonego Trenera Ukraińskiej SRR: 1987